# Triptilodiscus
Triptilodiscus là một chi thực vật có hoa trong họ Cúc (Asteraceae).

## Loài
Chi Triptilodiscus gồm các loài: